# موسى الزعبوط
موسى محمود حامد الزعبوط (11 أبريل 1949–7 مايو 2025) طبيب وبرلماني فلسطيني، كان عضوًا في المجلس التشريعي الفلسطيني الأول بين عامي 1996 و2006، بعدما ترشح في الانتخابات العامة الفلسطينية عام 1996 بصفة مستقل في دائرة محافظة غزة وحصل على 23,563 صوتًا.

## حياته
وُلد موسى الزعبوط "أبو الحسن" في حي الزيتون بمدينة غزة في 11 أبريل 1949. أنهى المرحلة المدرسية الثانوية من مدرسة يافا الثانوية في غزة عام 1969.
حصل على درجة البكالوريوس في الطب من جامعة الإسكندرية عام 1976، ودرجة الماجستير في طب الأطفال من جامعة الإسكندرية عام 1980، وحصل على البورد الفلسطيني في طب الأطفال عام 2006.
عمل بين عامي 1981 و1985 في مستشفى النصر الحكومي للأطفال، وفي عام 1985 شارك في تأسيس كلية التمريض في الجامعة الإسلامية في غزة وعمل فيها محاضرًا حتى عام 1996 حيث ترشح في الانتخابات التشريعية الفلسطينية الأولى وفاز بمقعد عن محافظة غزة بعدما ترشح كمستقل وحصل على 23,563 صوتًا.
صار عضوًا في المجلس الوطني الفلسطينى منذ 1996 وحتى 2006، وعضوًا في المجلس المركزي الفلسطيني من 1997 وحتى 2000. 
عاد بعد الانتخابات التشريعية الثانية عام 2006 للعمل في الجامعة الإسلامية في غزة محاضرًا بكلية التمريض.

## وفاته
تُوفي يوم الأربعاء الموافق 7 مايو 2025 في قطاع غزة نتيجة لشح الإمكانيات الطبية خلال حرب الإبادة الإسرائيلية لقطاع غزة، وُدفن في القطاع.